# Aeroporto di Tenerife-Sud
L'Aeroporto di Tenerife Sud o Aeroporto Reina Sofía (IATA: TFS, ICAO: GCTS), intitolato alla regina Sofia di Grecia, è il secondo aeroporto delle Isole Canarie (dopo Las Palmas de Gran Canaria e prima di Tenerife Los Rodeos), è situato vicino alle cittadine di El Médano e Los Abrigos nel sud dell'isola di Tenerife. La somma dei passeggeri dei due aeroporti dell'isola fa di Tenerife l'isola con il più grande movimento di passeggeri delle Isole Canarie, con un totale di 15.954.190 passeggeri nel 2017.

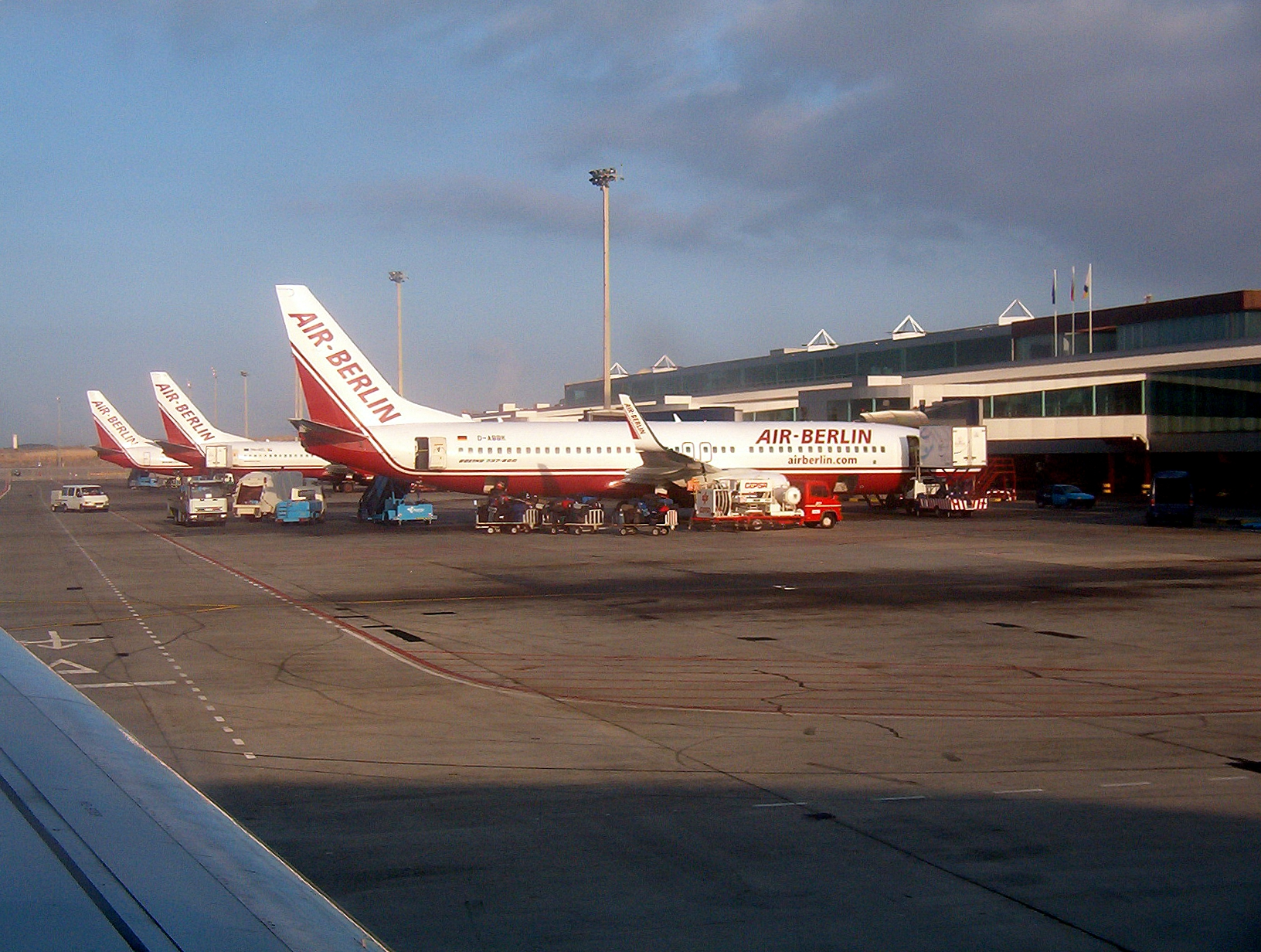
foto del terminal